# Curtara deresa
Curtara deresa är en insektsart som beskrevs av Delong och Freytag 1976. Curtara deresa ingår i släktet Curtara och familjen dvärgstritar. Inga underarter finns listade i Catalogue of Life.